# 礬水
礬水（どうさ、ばんすい、陶砂とも）は、膠とミョウバンを混合した水溶液である。書画などに用いる紙や布、木に塗布し、滲み止めに用いる。表面サイズ剤の一種。
また、日本画の制作において、金属箔を基底材に貼り付ける際の接着剤（捨膠）や箔の表面保護（止め礬水）として用いる。
「礬水」は日本での名称であり、書や日本画、版画などに用いられる。礬水引き（塗布）を効果的に行うには、晴天の日が適するとされ、ミョウバンは生ミョウバンが用いられる。西洋でも16世紀頃から洋紙の膠サイズに同様の処方が用いられる。ミョウバンは膠サイズに堅牢性と防黴性を与えるが、酸性であるため過剰な添加は紙の速い劣化を招く（酸性紙も参照）。
化学的には、ミョウバンの水和アルミニウムイオンが膠の分子を架橋結合させることで
膠を硬化させ、基底材の毛細孔を塞ぐことにより滲み止めの効果を得ている。
日本では礬水引きした和紙は礬水紙（どうさがみ）と呼び、礬水引きなどしていない未加工和紙は生紙（きがみ）、生の紙とも呼ぶ。多湿など保管時の諸々の原因により、斑点状に滲みやすく変質をきたした紙は風邪引き紙と呼ぶ（「紙が風邪を引く」とも）。